# ملعب دارين سامي للكريكيت
ملعب دارين سامي للكريكيت (بالإنجليزية: Daren Sammy Cricket Ground)، المعروف سابقًا باسم ملعب بوسيجور للكريكيت (بالإنجليزية: Beausejour Cricket Ground)، هو ملعب للكريكيت يقع بالقرب من جروس إيزلت، سانت لوسيا، ويتسع لـ 15000 متفرج. تم الانتهاء منه في عام 2002.
تم تسمية الملعب في الأصل على اسم تلال بوسجور ويقع في ضواحي خليج رودني ‏، وتم الانتهاء من بنائه في عام 2002 ويستضيف مباريات محلية لفريق الكريكيت في جزر ويندوارد ‏. وقد استضاف أول مباراة اختبارية دولية له في عام 2003 ضد سريلانكا وأصبح أول مكان في منطقة البحر الكاريبي يستضيف مباراة ليلاً ونهارًا.
تم تشييد المنشأة الرياضية على مساحة 22 فدانًا، وتضم حوالي 18 جناحًا للضيافة وجناحًا يوفر لكل فريق صالة رياضية وصالة خاصة به، بالإضافة إلى شرفة وقاعة مؤتمرات. تقع المنشأة في أكثر المناطق جفافًا في سانت لوسيا، مما يجعلها الأنسب لاستضافة مباريات الكريكيت.
في 21 يوليو 2016، تمت إعادة تسميته رسميًا إلى ملعب دارين سامي للكريكيت بعد دارين سامي، الذي قاد فريق جزر الهند الغربية للفوز ببطولة آي سي سي وورلد توينتي20 لعام 2012 في سريلانكا. كما قاد جزر الهند الغربية إلى الفوز في بطولة العالم للكريكيت توينتي20 لعام 2016 في الهند، مما جعله ثاني قائد لجزر الهند الغربية بعد كلايف لويد مع بطولات العالم للكريكيت المتعددة. سيتم أيضًا تسمية أحد المدرجات تكريمًا لجونسون تشارلز ‏، الذي كان أيضًا جزءًا من الفريق في عامي 2012 و2016.
أقيمت أول مباراة دولية على الملعب الذي أعيدت تسميته في 9 أغسطس 2016، عندما لعبت الهند ضد جزر الهند الغربية ‏ كجزء من سلسلة اختبار مكونة من أربع مباريات..

## الموقع
يقع ملعب الكريكيت في الطرف الشمالي الشرقي من المنتجع السياحي خليج رودني ‏، على بعد حوالي 6 دقائق بالسيارة من مدينة جزيرة جورس على الطريق السريع الخلاب كاستريس-غرو إيسليت. يقع الملعب بالقرب من المناطق السكنية في بوسيجور وخليج إيبوج.

## المرافق

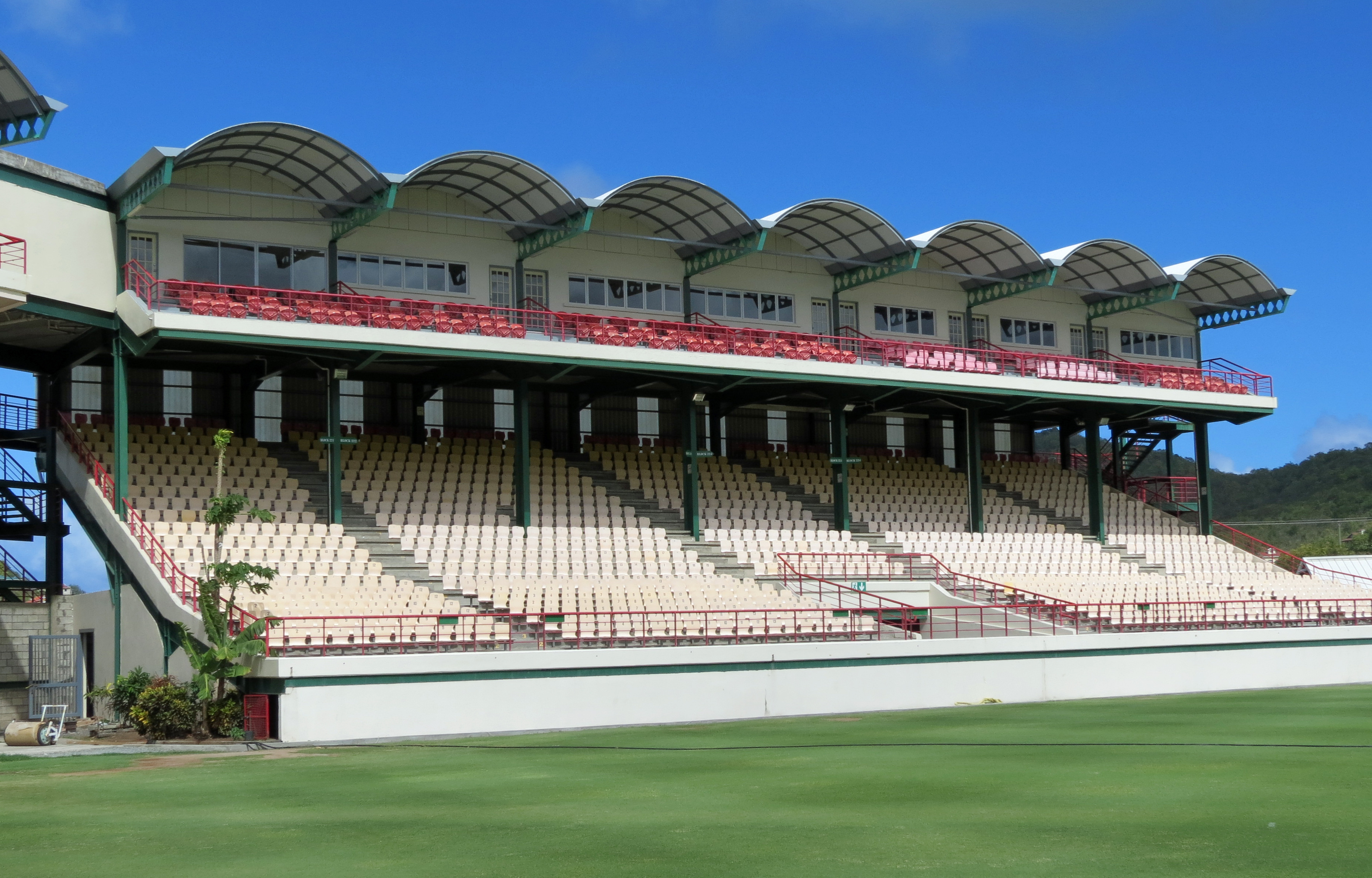
المدرج الرئيسي.

تشتهر أرض الكريكيت بمرافقها ذات المستوى العالي وتعتبرها هيئة الكريكيت في جزر الهند الغربية معيارًا للأماكن الحالية والمستقبلية في منطقة البحر الكاريبي. ومن المتوقع أن يكون ملعبها الخارجي، الذي يتخذ شكلًا بيضاويًا مثاليًا، مليئًا بالخضرة الخصبة. كما أصبح أول ملعب دولي في منطقة البحر الكاريبي يحصل على إضاءة كاشفة من خلال تركيب 6 أبراج إضاءة كاشفة في عام 2006، مما أتاح استضافة مباريات ليلاً/نهاراً. في مايو 2006، استضافت أول مباراة دولية ليوم واحد على الإطلاق في منطقة البحر الكاريبي عندما واجهت جزر الهند الغربية فريق زيمبابوي. ونتيجة لاختلافات التوقيت غير المواتية بين منطقة البحر الكاريبي وأسواق الكريكيت الكبيرة في الشرق الأقصى، أصبحت المباريات الدولية ليلاً ونهاراً قليلة ومتباعدة.
يضمّ المرفق 18 جناحًا للضيافة، وسعة جلوس دائمة تبلغ 13،000 مقعد، مع مقاعد قابلة للزيادة إلى 20،000 مقعد للمباريات الدولية. كما يضمّ ملعبين اصطناعيين وأرضيتين عشبيتين للتدريب والإحماء.

## إحصاءات الأرض

### الكريكيت الإقليمي
- وهو بمثابة مكان رئيسي لفريق الكريكيت في جزر ويندوارد  [لغات أخرى]‏ إلى جانب حديقة ميندو فيليب في كاستريس.

### الكريكيت الدولي
- لقد كان مكانًا لجميع أشكال لعبة الكريكيت في جزر الهند الغربية منذ عام 2003.

### سجلات الكريكيت
- أول مباراة دولية ليوم واحد: جزر الهند الغربية ضد نيوزيلندا في 8 يونيو 2002.
- أول مباراة اختبارية: جزر الهند الغربية ضد سريلانكا في الفترة من 20 إلى 24 يونيو 2003.
- أعلى نتيجة حققها الفريق (في الاختبارات) – الهند (588-8) ضد جزر الهند الغربية في عام 2006.
- أعلى إجمالي فريق (في مباريات اليوم الواحد) – نيوزيلندا (363-5) ضد كندا في عام 2007.
- أعلى إجمالي فريق (في مباريات تي20) – أستراليا (197-7) ضد باكستان في عام 2010.
- أفضل لاعب في البولينج (في مباريات اليوم الواحد) – رشيد خان (7/18) ضد جزر الهند الغربية في عام 2017.
- هاتريك (في الاختبار) – كيشاف ماهاراج  [لغات أخرى]‏ ضد جزر الهند الغربية في عام 2021.

## قائمة القرون
آخر تحديث 12 يوليو 2021
.

### اختبار القرون
اعتبارًا من يوليو 2021، تم تسجيل ما مجموعه 18 قرنًا في مباريات الكريكيت الدولية على هذا الملعب.
| #  | النتيجة | اللاعب                   | الفريق        | الكرات | الجولات | الفريق المنافس | التاريخ        | المحصلة |
| -- | ------- | ------------------------ | ------------- | ------ | ------- | -------------- | -------------- | ------- |
| 1  | 118     | مارفان أتاباتو           | سريلانكا      | 275    | 1       | الهند الغربية  | 2003 يونيو 20  | دراون   |
| 2  | 113     | وافيل هيندز              | الهند الغربية | 143    | 2       | سريلانكا       | 2003 يونيو 20  | دراون   |
| 3  | 209     | براين لارا (1/2)         | الهند الغربية | 360    | 1       | سريلانكا       | 2003 يونيو 20  | دراون   |
| 4  | 113     | حبيب البشار              | بنغلاديش      | 131    | 1       | الهند الغربية  | 2004 مايو 28   | دراون   |
| 5  | 111     | محمد رافيق               | بنغلاديش      | 152    | 1       | الهند الغربية  | 2004 مايو 28   | دراون   |
| 6  | 141     | كريس جايل                | الهند الغربية | 293    | 2       | بنغلاديش       | 2004 مايو 28   | دراون   |
| 7  | 103*    | خالد مشود                | بنغلاديش      | 281    | 3       | الهند الغربية  | 2004 مايو 28   | دراون   |
| 8  | 180     | فيرندر سيهواغ            | الهند         | 190    | 1       | الهند الغربية  | 2006 يونيو 10  | دراون   |
| 9  | 146     | راهول درافيد             | الهند         | 234    | 1       | الهند الغربية  | 2006 يونيو 10  | دراون   |
| 10 | 148*    | محمد كايف                | الهند         | 243    | 1       | الهند الغربية  | 2006 يونيو 10  | دراون   |
| 11 | 120     | براين لارا (2/2)         | الهند الغربية | 307    | 3       | الهند          | 2006 يونيو 10  | دراون   |
| 12 | 101*    | شيفنارين شاندربول        | الهند الغربية | 134    | 3       | بنغلاديش       | 2014 سبتمبر 13 | فوز     |
| 13 | 118     | رافيشاندران أشوين        | الهند         | 297    | 1       | الهند الغربية  | 2016 أغسطس 9   | فوز     |
| 14 | 104     | وريديمان ساها            | الهند         | 227    | 1       | الهند الغربية  | 2016 أغسطس 9   | فوز     |
| 15 | 119*    | دينيش شانديمال           | سريلانكا      | 186    | 1       | الهند الغربية  | 2018 يونيو 14  | دراون   |
| 16 | 122     | جو روت                   | إنجلترا       | 225    | 3       | الهند الغربية  | 2019 فبراير 9  | فوز     |
| 17 | 102*    | روستون تشيس [الإنجليزية] | الهند الغربية | 191    | 4       | إنجلترا        | 2019 فبراير 9  | خسارة   |
| 18 | 141*    | كوينتون دي كوك           | جنوب إفريقيا  | 170    | 2       | الهند الغربية  | 2021 يونيو 10  | فوز     |

### القرون الدولية ليوم دولي واحد
اعتبارًا من يوليو 2021، تم تسجيل ما مجموعه سبعة قرون في لعبة الكريكيت الدولية ليوم واحد على الأرض.
| # | النتيجة | اللاعب            | الفريق        | الكرات | الجولات | الفريق المنافس | التاريخ       | المحصلة |
| - | ------- | ----------------- | ------------- | ------ | ------- | -------------- | ------------- | ------- |
| 1 | 108*    | شيفنارين شاندربول | الهند الغربية | 138    | 2       | نيوزيلندا      | 2002 يونيو 8  | فوز     |
| 2 | 130     | ماركوس تريسكوثيك  | إنجلترا       | 138    | 1       | الهند الغربية  | 2004 مايو 1   | خسارة   |
| 3 | 124     | كريس جايل         | الهند الغربية | 137    | 2       | باكستان        | 2005 مايو 22  | خسارة   |
| 4 | 101     | لو فنسنت          | نيوزيلندا     | 117    | 1       | كندا           | 2007 مارس 22  | فوز     |
| 5 | 102     | أحمد شهزاد        | باكستان       | 148    | 2       | الهند الغربية  | 2011 أبريل 25 | فوز     |
| 6 | 102     | كيرون بولارد      | الهند الغربية | 70     | 1       | أستراليا       | 2012 مارس 23  | فوز     |
| 7 | 106*    | مارلون سامويلز    | الهند الغربية | 104    | 1       | باكستان        | 2013 يوليو 21 | خسارة   |

## قائمة بخمسة أهداف

### الاختبارات
تم تحقيق 12 خمسة وكتات في مباريات الاختبار في هذا الملعب.
| #  | اللاعب                  | التاريخ        | الفريق        | الفريق المنافس | الجولات | أوفرز | رنز | ويكيت | متوسط | المحصلة |
| -- | ----------------------- | -------------- | ------------- | -------------- | ------- | ----- | --- | ----- | ----- | ------- |
| 1  | كوري كوليمور ‏           | 2003 يونيو 20  | الهند الغربية | سريلانكا       | 1       | 29    | 66  | 5     | 2٫27  | دراون   |
| 2  | موتياه موراليثاران      | 2003 يونيو 20  | سريلانكا      | الهند الغربية  | 2       | 50    | 138 | 5     | 2٫76  | دراون   |
| 3  | كيمار روتش [الإنجليزية] | 2014 سبتمبر 14 | الهند الغربية | بنغلاديش       | 2       | 20    | 42  | 5     | 2٫10  | فوز     |
| 4  | سليمان بن ‏              | 2014 سبتمبر 14 | الهند الغربية | بنغلاديش       | 4       | 32    | 72  | 5     | 2٫25  | فوز     |
| 5  | بوفنيشوار كومار         | 2016 أغسطس 9   | الهند         | الهند الغربية  | 2       | 23٫4  | 33  | 5     | 1٫39  | فوز     |
| 6  | ميغيل كومينز ‏           | 2016 أغسطس 9   | الهند الغربية | الهند          | 3       | 11    | 48  | 6     | 4٫36  | خسارة   |
| 7  | شانون غابرييل ‏          | 2018 يونيو 14  | الهند الغربية | سريلانكا       | 1       | 16    | 59  | 5     | 3٫68  | دراون   |
| 8  | شانون غابرييل ‏          | 2018 يونيو 14  | الهند الغربية | سريلانكا       | 3       | 20٫4  | 62  | 8     | 3٫00  | دراون   |
| 9  | مارك وود                | 2019 فبراير 9  | إنجلترا       | الهند الغربية  | 2       | 8٫2   | 41  | 5     | 4٫92  | فوز     |
| 10 | لونجي نجدي ‏             | 2021 يونيو 10  | جنوب إفريقيا  | الهند الغربية  | 1       | 13٫5  | 19  | 5     | 1٫37  | فوز     |
| 11 | كاجيسو رابادا ‏          | 2021 يونيو 10  | جنوب إفريقيا  | الهند الغربية  | 3       | 20    | 34  | 5     | 1٫7   | فوز     |
| 12 | كيشاف ماهاراج ‏          | 2021 يونيو 21  | جنوب إفريقيا  | الهند الغربية  | 4       | 17٫3  | 36  | 5     | 2٫1   | فوز     |

### مباريات دولية ليوم واحد
تم تحقيق ثلاثة انتصارات بخمسة ويكيتات في مباريات دولية ليوم واحد في هذا المكان.
| # | اللاعب        | التاريخ      | الفريق        | الفريق المنافس | الجولات | أوفرز | رنز | ويكيت | متوسط | المحصلة |
| - | ------------- | ------------ | ------------- | -------------- | ------- | ----- | --- | ----- | ----- | ------- |
| 1 | أندرو فلينتوف | 2009 أبريل 2 | إنجلترا       | الهند الغربية  | 2       | 5     | 19  | 5     | 3٫80  | فوز     |
| 2 | رشيد خان      | 2017 يونيو 9 | أفغانستان     | الهند الغربية  | 2       | 8٫4   | 18  | 7     | 2٫07  | فوز     |
| 3 | أوشان توماس ‏  | 2019 مارس 2  | الهند الغربية | إنجلترا        | 2       | 5٫1   | 21  | 5     | 4٫06  | فوز     |

## الأحداث

### مباريات كأس العالم للكريكيت 2007
كان أحد أماكن بطولة كأس العالم للكريكيت 2007، البطولة الأكثر أهمية في لعبة الكريكيت الدولية، حيث استضافت 7 مباريات، بما في ذلك جميع مباريات المجموعة ج الست. لم تهزم نيوزيلندا في هذه الجولة، وسجلت في مناسبتين إجماليًا يتجاوز 300 نقطة. أقيمت هنا المباراة الثانية في نصف النهائي بين حامل اللقب أستراليا وجنوب أفريقيا بحضور رسمي بلغ 13،875 متفرجًا.

### مباريات المجموعات
| 14 مارس 2007 (scorecard) |

| كندا 199 الكل خارج (50 جولة) | v | كينيا 203/3 (43.2 جولة) |

| 16 مارس 2007 (scorecard) |

| إنجلترا 209/7 (50 جولة) | v | نيوزيلندا 210/4 (41 جولة) |

| 18 مارس 2007 (scorecard) |

| إنجلترا 279/6 (50 جولة) | v | كندا 228/7 (50 جولة) |

| 20 مارس 2007 (scorecard) |

| نيوزيلندا 331/7 (50 جولة) | v | كينيا 183 الكل خارج (49.2 جولة) |

| 22 مارس 2007 (scorecard) |

| نيوزيلندا 363/5 (50 جولة) | v | كندا 249/9 (49.2 جولة) |

| 24 مارس 2007 (scorecard) |

| كينيا 177 الكل خارج (43 جولة) | v | إنجلترا 178/3 (33 of 43 جولة) |

### نصف النهائي
| 25 أبريل 2007 Scorecard |

| جنوب إفريقيا 149 الكل خارج (43.5 جولة) | v | أستراليا 153/3 (31.3 جولة) |

### مباريات كأس العالم للكريكيت 2010
في عام 2010، استضاف الملعب 10 مباريات من بطولة كأس العالم آي سي سي توينتي20 لعام 2010 إلى جانب ملعبين آخرين في منطقة البحر الكاريبي. كانت أربع من المباريات من مباريات دور المجموعات، وأربع مباريات من بطولة السوبر 8، ومباراتي نصف النهائي في البطولة (أقيمت واحدة من نصف النهائي بسبب سوء الأحوال الجوية مما حال دون إقامة المباريات في ملعب بروفيدنس في غيانا ).
وشهد الملعب الهدف الدولي الثالث والعشرين الذي سجله لاعب الكريكيت الهندي سوريش راينا ‏ في مباراة المجموعة بين الهند وجنوب أفريقيا.

### مباريات المجموعات
| 1 مايو 2010 Scorecard |

| باكستان 172/3 (20 جولة) | v | بنغلاديش 151/7 (20 جولة) |

| 1 مايو 2010 Scorecard |

| أفغانستان 115/8 (20 جولة) | v | الهند 116/3 (14.5 جولة) |

| 2 مايو 2010 Scorecard |

| الهند 186/5 (20 جولة) | v | جنوب إفريقيا 172/5 (20 جولة) |

| 2 مايو 2010 Scorecard |

| أستراليا 191/10 (20 جولة) | v | باكستان 157/10 (20 جولة) |

### مباريات السوبر 8
| 10 مايو 2010 Scorecard |

| باكستان 148/7 (20 جولة) | v | جنوب إفريقيا 137/7 (20 جولة) |

| 10 مايو 2010 Scorecard |

| نيوزيلندا 149/6 (20 جولة) | v | إنجلترا 153/7 (19.1 جولة) |

| 11 مايو 2010 Scorecard |

| الهند 163/5 (20 جولة) | v | سريلانكا 167/5 (20 جولة) |

| 11 مايو 2010 Scorecard |

| الهند الغربية 105/10 (19 جولة) | v | أستراليا 109/4 (16.2 جولة) |

### نصف النهائي
| 13 مايو 2010 Scorecard |

| سريلانكا 128/6 (20 جولة) | v | إنجلترا 132/3 (16 جولة) |

| 14 مايو 2010 Scorecard |

| باكستان 191/6 (20 جولة) | v | أستراليا 197/7 (19.5 جولة) |

## مباريات كأس العالم آي سي سي تي20 للرجال 2024
| فازت أستراليا بفارق 5 ويكيت ملعب دارين سامي للكريكيت، جزيرة جورس الحكام: مايكل جوف [الإنجليزية] (Eng) وعاصف يعقوب [الإنجليزية] (Pak) لاعب(ة) المباراة: ماركوس ستوينيس [الإنجليزية] (Aus) |

- فازت أستراليا بالقرعة واختارت اللعب في الملعب.
- تأهلت إنجلترا إلى كأس العالم 2018 في حين خرجت اسكتلندا نتيجة لهذه المباراة.

| فازت سريلانكا بفارق 83 جولة ملعب دارين سامي للكريكيت، جزيرة جورس الحكام: الله الدين باليكر [الإنجليزية] (SA) وAlex Wharf (Eng) لاعب(ة) المباراة: [[[شاريث أسالانكا\|شاريث أسالانكا]] [الإنجليزية] (SL) |

- فازت هولندا بالقرعة واختارت اللعب في الملعب.

| فازت جزر الهند الغربية بفارق 104 أشواط ملعب دارين سامي للكريكيت، جزيرة جورس الحكام: كريس براون [الإنجليزية] (NZ) والله الدين باليكر [الإنجليزية] (SA) لاعب(ة) المباراة: نيكولاس بوران (WI) |

- فازت أفغانستان بالقرعة واختارت اللعب في الملعب.

### سوبر 8
| فازت إنجلترا بفارق 8 ويكيت ملعب دارين سامي للكريكيت، جزيرة جورس الحكام: نيتين مينون [الإنجليزية] (Ind) وأحسن رضا [الإنجليزية] (Pak) لاعب(ة) المباراة: فيل سولت (Eng) |

- فازت إنجلترا في القرعة واختارت اللعب في الملعب.

| فازت جنوب أفريقيا بفارق 7 أشواط ملعب دارين سامي للكريكيت، جزيرة جورس الحكام: كريس براون [الإنجليزية] (NZ) وشرفودولا [الإنجليزية] (Ban) لاعب(ة) المباراة: كوينتون دي كوك (SA) |

- فازت إنجلترا في القرعة واختارت اللعب في الملعب.

| فازت الهند بفارق 24 جولة ملعب دارين سامي للكريكيت، جزيرة جورس الحكام: ريتشارد إيلينغورث [الإنجليزية] (Eng) وريتشارد كيتلبورو [الإنجليزية] (Eng) لاعب(ة) المباراة: روهيت شارما (Ind) |

- فازت أستراليا بالقرعة واختارت اللعب في الملعب.
- أصبح روهيت شارما (الهندي) أول لاعب يسجل 200 ضربة سداسية في مباريات T20I.[11]
- تأهلت الهند إلى الدور نصف النهائي نتيجة لهذه المباراة.[12]